# Canton de Marmande
Pour les articles homonymes, voir Canton de Marmande (homonymie).
Le canton de Marmande est une ancienne division administrative française située dans le département de Lot-et-Garonne, en région Aquitaine.

## Géographie
Le canton de Marmande était organisé autour de Marmande dans l'arrondissement de Marmande. Son altitude variait de 12 m (Sainte-Bazeille) à 142 m (Hautesvignes).

## Histoire
Le canton de Marmande est créé à la Révolution française.
En 1973, il est remplacé par ceux de Marmande-Est et de Marmande-Ouest.

## Représentation

### Conseillers généraux de 1833 à 2015
| Période | Période          | Identité                             | Étiquette                            | Qualité |
| ------- | ---------------- | ------------------------------------ | ------------------------------------ | --- |
| 1833    | 1833 (démission) | Paul Vergnes                         | Gauche modérée                       | Maire de Marmande (1831-1834) |
| 1833    | 1842             | Vincent de Chausenque                |                                      | Ancien officier du Génie, propriétaire à Gontaud |
| 1842    | 1848             | Jacques Léon de Cazenove de Pradines |                                      | Ancien maire de Marmande (1830-1831) |
| 1848    | 1852             | Paul Vergnes                         | Gauche modérée                       | Avocat, maire de Marmande (1831-1834) Représentant du peuple (1848-1849)                                                                                        |
| 1852    | 1861             | Jean-Baptiste Fabre                  |                                      | Avocat puis président du Tribunal civil de Marmande Maire de Marmande (1852-1858)                                                                               |
| 1861    | 1871             | Charles Boisvert                     |                                      | Avocat Maire de Marmande (1858-1870) |
| 1871    | 1900 (décès)     | Léopold Faye                         | GR                                   | Avocat Député (1871, 1876-1879) Sénateur (1879-1900) Maire de Marmande (1870-1873) Président du Conseil général (1880-1883 et 1886-1898) Ministre (1876 à 1890) |
| 1901    | 1901             | Albert Solleville                    | Républicain anti-opportuniste (Rad.) | Avocat à Marmande |
| 1901    | 1935 (décès)     | Léon Toumeyrague                     | Rad.                                 | Maire de Marmande (1903-1908 et 1919-1920) |
| 1935    | 1937             | Pierre-Joseph Coste                  | RG                                   | Médecin, adjoint au maire de Marmande, conseiller d'arrondissement                                                                                              |
| 1937    | 1940             | Marc Dupont (1893-1979)              | PSF                                  | Médecin et pharmacien, conseiller municipal de Marmande Nommé membre de la Commission administrative départementale en 1941                                     |
|         |                  |                                      |                                      | |
| 1945    | 1949             | Émile Labrunie                       | PCF                                  | Instituteur |
| 1949    | 1961             | Marc Dupont                          | DVD                                  | Médecin |
| 1961    | 1973             | Yves Grassot                         | Radical                              | Notaire, ancien résistant Président de la fédération radicale du Lot-et-Garonne Maire de Marmande (1944-1977)                                                   |

### Conseillers d'arrondissement (de 1833 à 1940)
| Période                                  | Période          | Identité                 | Étiquette         | Qualité |
| ---------------------------------------- | ---------------- | ------------------------ | ----------------- | --- |
| 1833                                     | 1836             | M. Faget-Marès           |                   | Propriétaire, ancien maire de Longueville                                                                   |
|                                          |                  |                          |                   | |
| 1874                                     | 1886             | Blaise Verdo (1811-1891) | Républicain       | Médecin, chirurgien dans la Marine Nationale, conseiller municipal de Marmande                              |
| 1886                                     | 1896 (démission) | M. Tréfaut               | Républicain       | |
| 1896                                     | 1904             | Claude Courret           | Républicain       | Médecin, adjoint au maire de Marmande                                                                       |
| 1904                                     |                  | M. Estieu                | Républicain       | |
|                                          |                  |                          |                   | |
| 1919                                     | 1922             | Pierre-Joseph Coste      | Républicain       | Médecin à Marmande                                                                                          |
| 1922                                     | 1928             | M. Laurent               | Radical           | |
| 1928                                     | 1935             | Pierre-Joseph Coste      | RG                | Médecin, adjoint au maire de Marmande                                                                       |
| 1935                                     | 1940             | M. Bellard               | Union des gauches | |
| 1940                                     |                  |                          |                   | Les conseils d'arrondissement ont été suspendus par la loi du 12 octobre 1940 et n'ont jamais été réactivés |
| Les données manquantes sont à compléter. |                  |                          |                   | |

## Composition
Il était composé des communes suivantes :
- Agmé
- Beaupuy
- Birac-sur-Trec
- Coussan jusqu'en 1801[C 2]
- Fauguerolles
- Gontaud-de-Nogaret
- Hautesvignes
- Longueville
- La Madelaine jusqu'en 1841[C 3]
- Marmande
- Montpouillan jusqu'en 1801[C 4]
- Sainte-Bazeille
- Saint-Martin-Petit
- Saint-Pardoux-du-Breuil
- Saint-Pierre-de-Nogaret jusqu'en 1965[C 5]
- Samazan jusqu'en 1801[C 6]
- Sénestis entre 1801 et 1881[C 7]
- Taillebourg
- Virazeil